# (23202) 2000 SU49
2000 أس يو 49 (ويعرف أيضًا باسم (23202) 2000 أس يو 49 وفق تسمية الكوكب الصغير) (بالإنجليزية: 2000 SU49)‏ هو كويكب ضمن حزام الكويكبات؛ وترتيبه 23202 من حيث الاكتشاف.
اكتُشف هذا الجُرم الفلكي بواسطة بحث لنكولن عن الكويكبات القريبة من الأرض في 23 سبتمبر 2000.

## وصلات خارجية
- (23202) 2000 SU49 في قاعدة بيانات مختبر الدفع النفاث لأجرام النظام الشمسي الصغيرة

- الاكتشاف · مخطط المدار ·  العناصر المدارية · المعلمات المادية

- (23202) 2000 SU49 على موقع ويكي سكاي: DSS2, SDSS, GALEX, IRAS, Hydrogen α, X-Ray, Astrophoto, Sky Map, Articles and images